# Leland Grove (Illinois)
Leland Grove est une ville du comté de Sangamon, dans l'Illinois, aux États-Unis. Elle est incorporée le 13 juillet 1950,. Lors du recensement de 2010, la ville comptait une population de 1 592 habitants.

## Source de la traduction
- (en) Cet article est partiellement ou en totalité issu de l’article de Wikipédia en anglais intitulé « Leland Grove, Illinois » (voir la liste des auteurs).

1. ↑  (en) « Leland Grove, Sangamon, Illinois (IL) detailed profile » [« Données sur Leland Grove, comté de Sangamon, Illinois »], sur le site city-data.com (consulté le 20 avril 2018).
2. ↑  (en) « Leland Grove (Illinois) », Geographic Names Information System.